# Matt Pike
Matt Pike (Southfield, 3 de junio de 1972) es un músico estadounidense, reconocido por su asociación con las bandas de metal Sleep y High on Fire. Con esta última ganó un Premio Grammy en 2019 en la categoría de mejor interpretación de metal por la canción "Electric Messiah".

## Discografía

### Sleep
- 1991: Volume One
- 1992: Volume Two
- 1992: Sleep's Holy Mountain
- 1999: Jerusalem
- 2003: Dopesmoker
- 2014: The Clarity
- 2018: The Sciences
- 2018: Leagues Beneath

### High on Fire
- 2000: The Art of Self Defense
- 2002: Surrounded by Thieves
- 2005: Blessed Black Wings
- 2007: Death Is This Communion
- 2010: Snakes for the Divine
- 2012: De Vermis Mysteriis
- 2015: Luminiferous
- 2018: Electric Messiah

### Asbestosdeath
- 1990: Dejection
- 1990: Unclean
- 2007: Unclean Dejection

### Kalas
- 2006: Kalas